# پتروشیمی کارون
پتروشیمی کارون در سال ۱۳۸۱ خورشیدی، توسط شرکت ملی صنایع پتروشیمی ایران و با شراکت شرکت کماتور سوئد و هانزاشیمی آلمان در منطقه ویژه اقتصادی ماهشهر در استان خوزستان بنیان‌گذاری شد.
شرکت پتروشیمی کارون اولین تولیدکننده ایزوسیانات‌ها در خاورمیانه است. این شرکت در سال ۱۳۸۱ تأسیس که فاز اول آن در اسفند ماه ۱۳۸۷ به دست وزیر محترم نفت و فاز دوم آن نیز در بهمن ماه ۱۳۹۵ به دست معاون اول محترم رئیس‌جمهوری اسلامی ایران رسماً افتتاح گردید.

## تاریخچه پتروشیمی کارون:

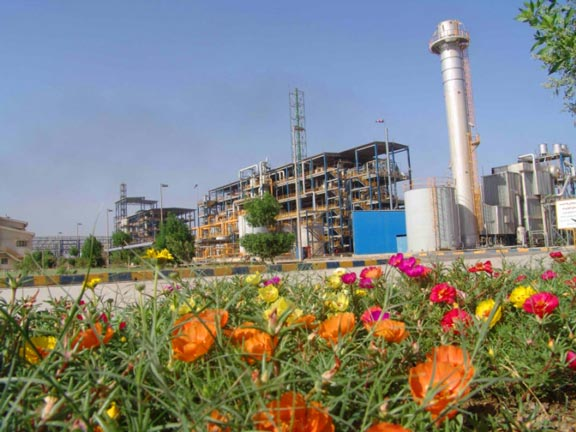
مجتمع پتروشیمی کارون

طرح ایزوسیانات شرکت ملی صنایع پتروشیمی ایران یکی از طرح‌های برنامه سوم توسعه این شرکت بوده و مطابق این طرح عملیات طراحی، تأمین تجهیزات، اجناس و نصب می‌بایست توسط یک سرمایه گذاری مشترک خارجی صورت پذیرد. این طرح در سال ۱۳۷۹ مورد بررسی اولیه قرار گرفت و گزارش امکان‌سنجی طرح در اواخر سال ۱۳۷۹ توسط مدیریت برنامه‌ریزی و توسعه صنایع ملی پتروشیمی ارائه و به تصویب رسید. مطابق با مصوبه هیئت مدیره شرکت ملی صنایع پتروشیمی به شماره ۳۴۵/۱۱۱–۱ مورخ ۱۵/۱۱/۷۹ مقرر گردید سهامداران طرح شامل شرکت ملی صنایع پتروشیمی، شرکت کماتور سوئد و شرکت HANSA CHEMIC آلمان طرح را آغاز نمایند.
موافقت نامه سهامداران طرح در تاریخ بهمن سال ۱۳۸۰ امضاء و شرکت پتروشیمی کارون به عنوان مجری طرح در تاریخ ۱۳۸۱/۰۱/۰۶رسماً به ثبت رسید. قرارداد خرید لیسانس، انجام طراحی پایه و تفصیلی و تأمین تجهیزات و اجناس به منظور احداث کارخانه تولید تولوئن دی‌ایزوسیانات (TDI) با ظرفیت ۴۰۰۰۰ تن در سال در تاریخ ۲۸/۰۲/۸۰ بین شرکت ملی صنایع پتروشیمی و شرکت کماتور سوئد منعقد گردید. همچنین در تاریخ ۳۱. ۰۷.۲۰۰۵ قراردادی جهت خرید لیسانس، انجام طراحی پایه و تفصیلی، تأمین تجهیزات و اجناس و انجام عملیات ساختمان و نصب و راه اندازی به منظور احداث کارخانه متیلن دی‌فنیل دی‌ایزوسیانات (MDI) با ظرفیت ۴۰۰۰۰ تن در سال؛ آنیلین با ظرفیت ۳۰۰۰۰ تن در سال و نیتریک اسید به ظرفیت ۵۶۱۰۰ تن در سال بین شرکت پتروشیمی کارون و شرکت کماتور منعقد گردید.

## سهامداران:
این شرکت اگرچه نخست با سرمایه‌گذاری مشترک ایران، سوئد و آلمان تأسیس شد و اما در میانهٔ راه شرکت هانزاشیمی آلمان سهام خود را به شرکت‌های سرمایه‌گذاری پتروشیمی ایران و بازرگانی پتروشیمی ایران واگذار کرد. اکنون ترکیب سهامداران شرکت به شرح ذیل است:
- شرکت پتروشیمی بندرامام ۹۸٫۵۶ درصد
- شرکت سرمایه‌گذاری صنایع پتروشیمی ۱٫۰۳ درصد
- شرکت بازرگانی پتروشیمی ۰٫۴۱ درصد
- شرکت پتروشیمی کیمیا بندرامام ۱ سهم وثیقه
- شرکت پتروشیمی بسپاران ۱ سهم وثیقه

## محصولات پتروشیمی کارون:
| ردیف | نام محصول                               | ظرفیت  |
| ۱    | TDI (تولوئن دی ایزو سیانات)             | ۴۰۰۰۰  |
| ۲    | MDI (متیلن دیفنیل دی ایزوسیانات)        | ۳۰۰۰۰  |
| ۳    | Aniline (آنیلین)                        | ۳۱۷۰۰  |
| ۴    | Nitro Banzan (نیتروبنزن)                | ۴۴۰۰۰  |
| ۵    | OTD (ارتو تولوئن دی آمین)               | ۱۱۵۰   |
| ۶    | MTD (متا تولوئن دی آمین)                | ۳۱۷۰۰  |
| ۷    | Nitric Acid (اسید نیتریک)               | ۹۲۰۰۰  |
| ۸    | HCL (اسید کلریدریک)                     | ۱۵۸۰۰۰ |
| ۹    | (پلیمریک دی فنیل متیل آمین)PMA          | ۳۲۰۰۰  |
| ۱۰   | (پلیمریک دی فنیل متیل دی ایزوسیانات)PMI | ۴۰۰۰۰  |
| ۱۱   | (آب نمک) Brine                          | ۷۸۰۰۰  |

### کاربرد محصولات
ایزوسیانات پس از ترکیب با پلی اول فوم‌های پلی یورتان را به وجود می‌آورد. فوم‌های پلی یورتان در عایق‌کاری، یخچال‌ها و سایر لوازم خانگی، پوشش‌های مسکونی و سقف‌های کاذب، رنگ‌ها، چسب‌ها و درزگیرها، صنایع مبلمان، قطعات خودرو و زیرهٔ کفش‌ها کاربرد دارد.